# Shūnan

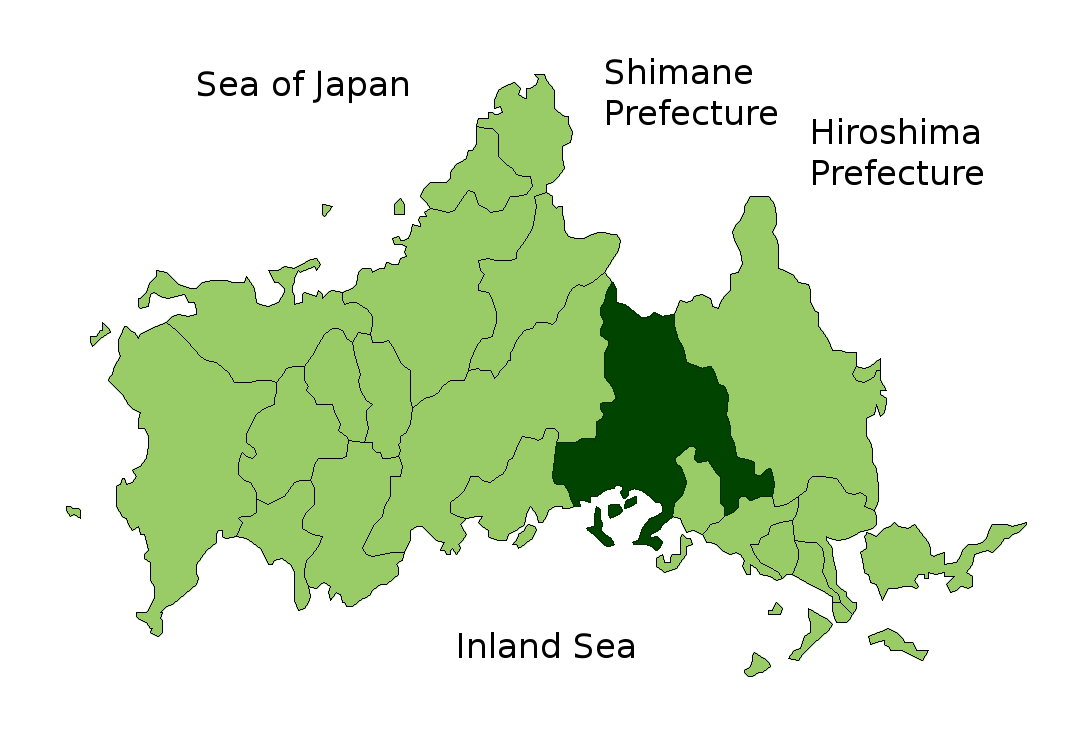

Shūnan (周南市 Shūnan-shi?) este un municipiu din Japonia, prefectura Yamaguchi.